# Урри, Джон (социолог)
Джон Урри (англ. John Urry; 1 июня 1946, Лондон — 18 марта 2016, Ланкастер) — британский социолог.

## Биография и карьера
Закончил Крайст-колледж Кембриджского университета (1967), защитил там диссертацию PhD (1972). В 1970 году был приглашенным преподавателем в университете Ланкастера, в 1983 году возглавил в нём социологический факультет, с 1985 года — профессор. Главный редактор авторитетной книжной серии International Library of Sociology.

## Области научных интересов
Экономические и социальные изменения; социальное пространство и проблемы регионалистики; глобализация и мобильность; социология досуга, потребительского поведения, туризма; теоретические проблемы исследования сложных систем.

## Труды
- 1973 Reference Groups and the Theory of Revolution
- 1973 Power in Britain, Heinemann Education (в соавторстве)
- 1975 Social Theory as Science (в соавторстве; 2-е изд. — 1982)
- 1981 The Anatomy of Capitalist Societies
- 1983 Capital, Labour and the Middle Classes (в соавторстве)
- 1985 Localities, Class, and Gender (в соавторстве)
- 1987 The End of Organized Capitalism, Polity (в соавторстве)
- 1988 Contemporary British Society, Polity (в соавторстве, 2-е изд. — 1994, 3-е изд. — 2000)
- 1990 Restructuring. Place, Class and Gender (в соавторстве).
- 1990 The Tourist Gaze (2-е изд. — 2002)
- 1994 Economies of Signs and Space (в соавторстве)
- 1994 Leisure Landscapes, Main Report and Background Papers (в соавторстве)
- 1995 Consuming Places
- 1998 Contested Natures (в соавторстве)
- 2000 Sociology beyond Societies
- 2003 Global Complexity
- 2004 Performing Tourist Places (в соавторстве)
- 2005 Sociologie de Mobilités: Une nouvelle frontiére pour la sociologie?, Paris (на франц. яз)
- 2006 Mobilities, Geographies, Networks (в соавторстве)
- 2009 After the Car (в соавторстве)
- 2010 Mobile Lives (в соавторстве)
- 2011 Climate change and society

## Признание и отличия
Член Академии социальных наук Великобритании, Академии изящных искусств Великобритании. Почетный доктор университета Роскилле (Дания).

## Публикации на русском языке
- Урри Дж. Взгляд туриста и глобализация // Массовая культура: Современные западные исследования. — М.: Прагматика культуры, 2005. — С. 136—150. — ISBN 5-98392-002-2.
- Урри Дж. Мобильности. — М.: Праксис, 2012. — 576 с. — ISBN 978-5-901574-98-0.
- Урри Дж. Социология за пределами обществ. Виды мобильности для XXI столетия. — М.: Высшая школа экономики, 2012. — 336 с. — ISBN 978-5-7598-0824-4.
- Урри Дж. Офшоры. — М.: Издательский дом «Дело» РАНХиГС, 2017. — 288 с. — ISBN 978-5-7749-1206-3.
- Урри Дж. Как выглядит будущее? — М.: Издательский дом «Дело» РАНХиГС, 2018—320 с. — ISBN 978-5-7749-1324-4.